# Wojtek

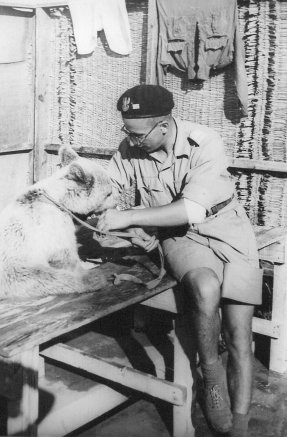
Foto del archivo personal de Piotr Maćkowiak, en esta imagen junto a Wojtek en Palestina, el 9 de junio de 1942. Recuperada por su hijo Fabio Maćkowiak.

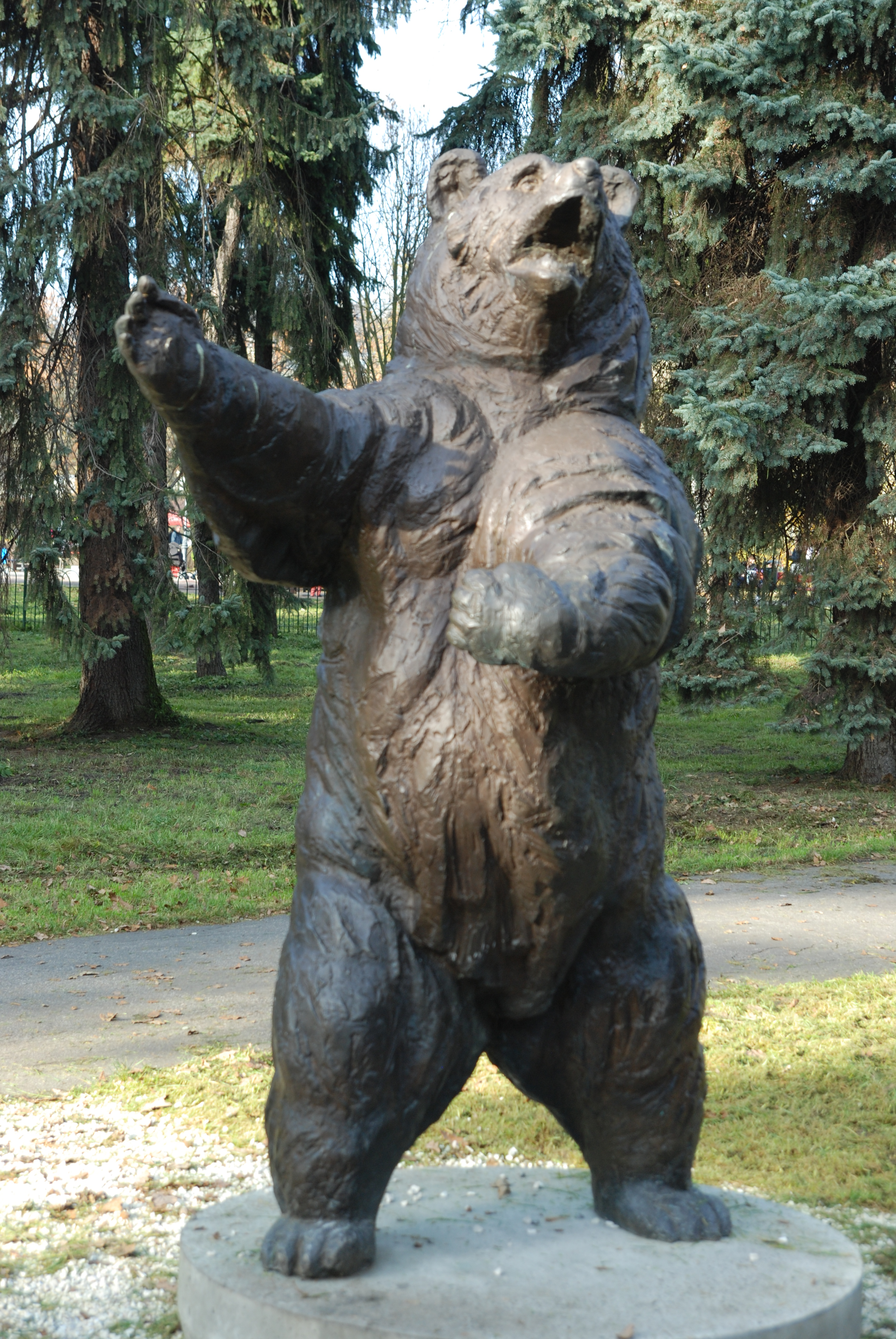
Estatua de Wojtek en Cracovia.

Wojtek (1942-1963; ['vɔjtɛk]) fue un oso pardo adoptado por los soldados de la 22.º Compañía de Suministros de Artillería, Segundo Cuerpo polaco, del ejército polaco durante la Segunda Guerra Mundial, alistado como soldado y que alcanzó el grado de teniente por méritos de guerra. En la Batalla de Montecassino, Wojtek ayudó a mover municiones del ejército.

## Biografía
La historia de Wojtek inició tras la ocupación de Polonia por tropas rusas en 1939, cuando miles de soldados polacos fueron enviados a campos de prisioneros en el interior de la Unión Soviética. El ataque alemán del 22 de junio de 1941 condujo a un acuerdo entre Moscú y el gobierno polaco en el exilio para que los polacos prisioneros fueran liberados. 
Un total de 40 000 soldados, junto a 26 000 civiles, se encontraron de repente abandonados en las estepas de Asia Central. Pasaron ese invierno en tiendas de campaña, soportando temperaturas de hasta –50 °C. En julio de 1942, Stalin permitió que los que habían sobrevivido fueran evacuados a Irán navegando a través del mar Caspio.
Una vez en Irán fueron acogidos por los británicos, que comprobaron que la mayoría de los polacos sufrían malnutrición y enfermedades. Una vez recuperada la salud, los soldados polacos quedarían encuadrados en dos divisiones, la 5.ª Kresowa y la 3.ª Carpática, en las que encontraron compatriotas que habían logrado huir del avance soviético escapando a través de Hungría y Rumanía, y que ya se habían entrenado en combate luchando en Tobruk. Su destino sería el Líbano, en donde se encontraba el resto de fuerzas polacas.
Los soldados iniciaron el largo camino. La caravana de camiones comenzó a atravesar las montañas que separan Irán de Irak. Fue en un paso de montaña entre Hamadan y Kangavar cuando encontraron un muchacho hambriento y cansado que les pidió algo de comida. Mientras daba buena cuenta de una de las latas de carne que le ofrecieron, los polacos advirtieron que del saco que cargaba el chico asomaba un animal. Se trataba de un cachorro de oso pardo de unas ocho semanas. Según refirió el chico, lo había encontrado en una cueva. Unos cazadores habían matado a su madre y el osezno se encontraba en muy malas condiciones; a duras penas podría sobrevivir.
Uno de los polacos se mostró dispuesto a comprarle el cachorro. El niño se negó a desprenderse de él, pero los soldados comenzaron a ofrecerle chocolatinas, latas de carne y caramelos, hasta que un bolígrafo que se podía convertir en una navaja acabó por decidirle a vender el animal a los polacos.
Para alimentar al oso, los polacos improvisaron un biberón con una botella de vodka vacía y un pañuelo con un pequeño agujero en el centro que hacía la función de una tetina. El cachorro no se lo pensó dos veces y engulló vorazmente la leche condensada diluida con agua que contenía la botella. Después de la toma, buscó acomodo junto a un soldado llamado Piotr (Piotr Maćkowiak); el pequeño oso (llamado luego como Wojtek) fue recogido por Piotr, buscando un poco de calor, y se quedó dormido. Curiosamente, después de ese día siempre buscaría al mismo soldado para dormir la siesta a su lado. Un soldado reparó en que el osezno aún no tenía nombre y decidieron bautizarle con un nombre típicamente polaco, Wojtek (pronunciado voi-tec). Junto a un grupo de compañeros que recorrieron por vía terrestre desde Lubianka a Irak, Piotr cuidó al osezno hasta que fue incorporado a la 2.ª Brygady Pancernej. 4. Półku Pancernego "Skorpion". Su comentario era que el pequeño oso era muy travieso y sus compañeros debían tener cuidado en las carpas de campaña pues ingresaba a las mismas y se comía toda la pasta dentífrica que encontrase. Socializaba muy rápidamente con el grupo y los seguía donde ellos fueran; además, comía con voracidad lo que le diesen, fueran raciones o golosinas. Al ser movilizados a la brigada blindada, Wojtek fue adoptado por los compañeros de la Compañía de Suministros de Artillería.      
En los meses siguientes, durante su estancia en Oriente Medio, el pequeño huérfano recibió todo tipo de atenciones por parte de sus nuevos amigos. Para ellos era muy gratificante su presencia, que les ayudaba a soportar los rigores de la vida militar. Por su parte, Wojtek se integró rápidamente en el ambiente castrense y bien pronto abandonó los biberones para desarrollar una afición especial por la cerveza. El oso pasó, en cierto modo, a ser un soldado más; en los desfiles, Wojtek caminaba erguido sobre dos patas y en los trayectos en jeep o camión iba sentado como cualquier pasajero, para sorpresa de los que lo veían por primera vez. 
A comienzos de 1944, las tropas polacas fueron solicitadas en Italia, en donde los Aliados estaban tratando de romper el frente en la región que rodeaba la abadía de Monte Cassino, sin conseguirlo por culpa de la tenaz resistencia germana.
Los polacos llegaron por carretera al puerto de Alejandría, en donde debían embarcarse rumbo a Italia. Pero allí les aguardaba una desagradable sorpresa; los británicos no permitían que viajara ningún animal a bordo del buque, por lo que Wojtek debía quedarse en Egipto. Naturalmente, los soldados polacos no estaban dispuestos de ningún modo a dejar atrás a su amigo, por lo que decidieron alistarlo en el Ejército polaco, proporcionándole toda la documentación pertinente. El encargado de permitir el embarque examinó con detenimiento las credenciales del plantígrado y, haciendo gala de la proverbial flema británica, invitó al animal a subir al barco dándole una palmada en el hombro.
Los polacos entrarían en combate en Monte Cassino en el mes de abril, uniéndose a soldados de muchas otras nacionalidades. Allí, las posiciones avanzadas en los abruptos peñascos de la zona debían ser abastecidas de alimentos y munición a través de estrechos y peligrosos caminos, por lo que el acarreo del material debía hacerse con mulas. Mientras los polacos estaban bajando cajas de un camión para cargarlas luego sobre las mulas, Wojtek se acercó al vehículo y se puso en pie sobre las dos patas traseras, mientras que con las delanteras intentaba acercarse a las cajas de material. Sus compañeros, maravillados por la escena, interpretaron que Wojtek trataba de decirles. “Déjenme a mí este trabajo. ¡Puedo hacerlo!”. 

Emblema de la 22° Compañía de Suministros de Artillería.

Por tanto, ataron una caja al lomo del animal y éste comenzó a avanzar con seguridad. Los polacos confiarían en Wojtek para que cargara con las cajas más pesadas, y el oso no les defraudó. Un soldado dibujó la imagen de Wojtek trasladando al hombro un gran proyectil; luego, esa pasaría a ser la insignia oficial de la unidad. Sin dar muestras de fatiga, y sin asustarse en ningún momento por el ruido de las continuas explosiones, el animal colaboró con su gran fuerza y su recia resistencia al heroico papel de los polacos en Monte Cassino, que culminaría en mayo con la toma de la abadía y la colocación de la bandera polaca en las ruinas del disputado edificio.
Una vez finalizada la contienda, los soldados polacos fueron trasladados a Gran Bretaña y, como no podía ser der otro modo, Wojtek fue con ellos. Llegaron a Glasgow, donde fueron recibidos triunfalmente por la población. Pero la gran atracción era sin duda Wojtek, que desfilaba orgulloso al frente de sus compañeros por las calles de la ciudad escocesa. Ese fue el gran momento de gloria del que era ya popularmente conocido como el Oso Soldado. 
Tras la finalización de la guerra, el oso se quedó en el Zoológico de Winfield Park jubilado con el grado de sargento, siendo un ejemplar muy famoso durante muchos años. Wojtek falleció por causas naturales en diciembre de 1963 cuando tenía 22 años.

## Legado.
Las autoridades del zoológico erigieron una placa en su memoria, en una ceremonia a la que asistió una nutrida representación de los soldados que habían compartido con él aquellos violentos pero emocionantes años.
Estatuas de Wojtek pueden contemplarse hoy día en el Imperial War Museum de Londres o en el Canadian War Museum de Ottawa, en homenaje a este animal que entró con todos los honores en la historia militar, no solo por su espíritu de sacrificio, sino por la camaradería y amistad demostrada durante la guerra, lo que le hizo ganarse para siempre el respeto y la admiración de sus compañeros.
A pesar de su muerte, Wojtek es altamente reconocido en múltiples organizaciones militares europeas de infantería y vehículos, como lo sería el Black Panther francés e inclusive en algunos tanques leopard II de exhibición en bases militares, consiguiendo inclusive la cruz de hierro alemana después de la guerra. Wojtek llegó así a ser un símbolo de la camaradería durante tiempos de guerra..